# Annabel Cervantes
Annabel Cervantes Muñoz (* 1969 in Barcelona) ist eine katalanische Autorin. Sie schreibt auf Katalanisch.
Sie studierte Geographie und Geschichte an der Universität Barcelona (Fach: Bevölkerung, Ökologie und Umwelt). Sie wohnt in Castelldefels.

## Werke
- L'harmònica de vidre, 1999
- L'informe del cartògraf,  2000
- Qualsevol diumenge, esports d'aventura,  2004
- Ocell de mar endins,  2007.
- Celobert, 2008.
- La Maledicció d'Alietzer. Alisis (Ara Llibres). Barcelona,  2009.

## Ehrungen/Preis
- Premi Sant Jordi, Castelldefels 1999
- Premi Sant Jordi, Begues,  2000
- Primer Premi de Narrativa Mercè Rodoreda de Molins de Rei,  2004
- IV Premi Pollença de Narrativa,  2007
- III Premi de Narrativa Breu Districte V, 2008.